# Oebles-Schlechtewitz
Oebles-Schlechtewitz is plaats en voormalige Duitse gemeente. Sinds 1 juli 2008 is het een plaats binnen de gemeente Bad Dürrenberg in de Duitse deelstaat Saksen-Anhalt.
Oebles-Schlechtewitz telde op 31 december 2006 208 inwoners.